# Клоково (аэропорт)
Кло́ково — военный аэродром на северной окраине города Тула. С 1959 по 2001 год являлся аэродромом совместного базирования, на территории которого размещался аэропорт.

## Технические характеристики
Аэродром «Клоково» 3-го класса, способен принимать самолёты Ан-12, Ан-24, Ан-26, Як-40 и более лёгкие, а также вертолёты всех типов.
ИВПП асфальтобетон 1850 м,
ГВПП 1500 м и две небольших ГВПП (500—700 м) под разными углами (для Ан-2)
МКпос=82°-262°
Радиочастоты аэропорта:
118,3 мГц Метео.                                    
123,0 и 124,0 мГц РП вышка позывной «Гренада»; (гражданский сектор)
123,0 мГц РП вышка позывной «Мариэль» (военный сектор)
128,5 мГц диспетчер «Подход» и «Круг»
130,0 мГц «Пеленг»
133,0 мГц МДП гражданского сектора позывной «Авансик»
В гражданской части аэродрома (бывший аэропорт) организована посадочная площадка «Тула» (аэронавигационный паспорт № 3 от 4 апреля 2011 года), принимающая вертолёты всех типов, а также лёгкие и сверхлёгкие самолеты.
Часть аэродрома — военный сектор — иногда используется для тренировки воинов-десантников из 106 ВДД.
На данный момент[когда?] Вооружённые Силы РФ продали аэродром Тульской области.

## История

### Военный аэродром
Аэродром Клоково начал своё существование в первые месяцы Великой Отечественной войны. Гражданский аэропорт был построен в Клоково в 1930-х годах.
С 6 ноября 1943 года по 25 мая 1944 года здесь располагалась эскадрилья «Нормандия» (с 28 ноября 1944 года авиационный полк «Нормандия-Неман»). С марта 1945 года на аэродроме Клоково базировался 2‐й бомбардировочный авиационный полк, формировавшейся в Туле 1‐й Французской смешанной авиационной дивизии. Полк был укомплектован пикирующими бомбардировщиками Пе‐2 с французским экипажем и советским инженерно-техническим составом. Командиром полка был назначен майор Николя Леонетти. Заместителем командира полка — Гармаев Санга Гармаевич.
В июне 1946 года в Клоково обосновалась 12-я Мгинская Краснознаменная транспортная авиационная дивизия (переведена из города Киржач). На аэродроме базировался 374-й военно-транспортный авиаполк (сформирован в мае 1946 года) 12-й Мгинской авиадивизии. На вооружении полка в это время были самолёты Ли-2, Ил-12 и десантные планеры Ц-25; впоследствии в полк поступили Ил-14.
17 августа 1955 года при управлении дивизии была сформирована 110-я отдельная военно-транспортная эскадрилья с местом базирования в Клоково. В феврале 1959 года 110-я эскадрилья выведена из состава дивизии, передана в состав Тульской воздушно-десантной дивизии и вскоре передислоцирована на аэродром «Мясново».
В 1958 году полк приступил к переучиванию на Ан-8. С 1 июля того же года 374-й военно-транспортный авиаполк полностью переведен на новый штат, предусматривающий поступление на вооружение самолётов Ан-8.
14 октября 1959 года в 374-м ВТАП произошла катастрофа Ан-8: разбился экипаж командира эскадрильи Парфёнова. Причина — самопроизвольное стопорение руля высоты при заходе на посадку в момент выпуска щитков. Экипаж погиб, спастись удалось только хвостовому стрелку. Самолёт упал в промзоне, возник сильный пожар, в котором погибла работница деревообрабатывающего завода.
В 1960 году личный состав 374-го ВТАП получил задачу переучиться на Ан-12Б в полном составе, что было окончательно завершено к 1964 году. Для эксплуатации Ан-12 в Клоково вскоре были построены рулёжные дорожки и ВПП (1800×50 м, асфальтобитумная на щебеночном основании, МКпос. 82°-262°) с искусственным покрытием. Также на аэродроме имеются 4 грунтовых ВПП: одна запасная 1800×60 метров, проходящая параллельно основной ВПП, и три — для лёгких самолётов: в 10 м южнее запасной ВПП и параллельно ей — грунтовая ВПП № 1 размером 1000×70 м; в 180 м южнее и параллельно основной ВПП — ГВПП № 2 размером 1000×70 м; в юго-западной части аэродрома расположена ГВПП № 3 размером 600×70 м с МКпос. 42°-222°.
С 12 апреля 1961 года в круг многочисленных задач 374-го ВТАП вошла ещё одна — поиск и спасение экипажей космических кораблей, эвакуация экипажей с мест приземления на космодром Байконур. Из полка вышло сразу два космонавта: В. Д. Зудов (совершил орбитальный полет на КК «Союз-23» в октябре 1976 года) и В. В. Коваленок (летал в космос трижды, дважды Герой Советского Союза). С формированием двух поисково-спасательных авиаполков в Ташкенте и Троицке «космические» задачи с 374-го ВТАП были сняты.
26 августа 1968 года близ города Зволен (Чехословакия) потерпел катастрофу Ан-12 из состава 374 ВТАП (к/к капитан Н. Набок). Самолёт с грузом (9 тонн сливочного масла) при заходе на посадку был обстрелян с земли из автомата на высоте 300 метров и в результате повреждения 4-го двигателя упал, не дотянув до ВПП несколько километров. Погибло 5 человек (сгорели заживо в возникшем пожаре), стрелок-радист выжил. Экипаж Н. Набока захоронен на Всехсвятском кладбище Тулы (координаты захоронения: 54.17619, 37.60999).

23 октября 1972 года вблизи Клоково (между 3 и 4 разворотом) произошло столкновение в облаках на высоте 400 метров Ан-12П из 374 ВТАП (к/к майор В. Семёнов), выполнявшего тренировочный полёт в аэродромной зоне, и Ан-12БП из 8 ВТАП (к/к полковник В. Шалунов, командир 8 ВТАП), перевозившего личный состав 8 ВТАП из Сещи в Клоково для тренировочных полётов в СМУ. Погибло 27 человек: 7 в Ан-12П и 20 в Ан-12БП. Причины катастрофы: аварийное отключение питания наземного локатора, ошибочные команды в эфир РП и невыдерживание маршрута захода на посадку экипажем Ан-12БП). Экипаж В. Семёнова захоронен на Спасском кладбище Тулы (координаты захоронения: 54.22346, 37.60933).
374-й авиаполк в июне 1975 года был выведен из состава дивизии, перебазирован в Иваново и там переучен на Ил-76. На место военно-транспортных самолётов в Клоково вскоре были передислоцированы учебные самолёты L-29 Тамбовского ВВАУЛ.
До 1980-х годов в Клоково также базировались Ан-12Б и Ан-10А, принадлежащих ВДВ (ВКП командующего ВДВ). Один из них, Ан-10А, после вывода его из эксплуатации и замены на Ан-12Б, так и не был должным образом утилизирован и находился за территорией авиастоянки, недалеко от западного торца ВПП, многие годы.
На аэродроме 6 апреля 1990 года был размещён 490-й отдельный вертолётный полк БиУ (войсковая часть 22590), сформированный 1 июня 1989 года в Чехословакии из пяти отдельных вертолётных эскадрилий ЦГВ. Самолёты L-29 незадолго до этого были переведены из Клоково в Тамбов. На вооружении вертолётного полка находились вертолеты Ми-24, Ми-8, Ми-9, Ми-6, Ми-26, самолёт Ан-24. В 2009 году, сразу после празднования 20-летия полка, началась подготовка к расформированию (последняя лётная смена была 25 августа 2009 года). В ноябре 2009 года в Калугу был перегнан последний вертолёт полка.

### Гражданский аэропорт
Работы по строительству аэродрома и аэропорта были начаты осенью 1942 года. 13 апреля 1943 года вышло постановление бюро Тульского обкома ВКП(б) и Тульского облисполкома от 13.04.1943 «О строительстве Тульского аэродрома и здания аэропорта». В постановлении ссылаясь на решение ГКО от 17 сентября 1942 года и решение объединенного заседания бюро Тульского обкома ВКП(б) и облисполкома от 19 сентября 1942 года о строительстве аэродрома в районе г. Тулы предписывалось зам. начальника УАС УНКВД т. Тарасову и начальнику строительства объекта 1532 УАС УНКВД по Тульской области т. Явелову с 15 апреля 1943 г. полностью развернуть работу по строительству аэродрома и аэропорта, начатые осенью 1942 года, с расчетом их полного окончания к 18 августа 1943 года — ко дню Сталинской авиации.
4 сентября 1943 года секретарь Тульского обкома ВКП(б) Чмутов направил письмо секретарю ЦК ВКП(б) Г. М. Маленкову с просьбой разрешить присвоить аэропорту тульского аэродрома имя летчика дважды Героя Советского Союза Б. Ф. Сафонова и установить перед зданием аэропорта памятник т. Сафонову. В письме сообщалось, что строительство аэродрома и аэропорта закончено. Аэродром отвечает всем запросам современной авиации и приспособлен к приему самолетов любого типа. Выстроены асфальтовая взлетно-посадочная полоса размером 1200 м на 100 м, асфальтированные рулежные дорожки. Выстроен аэропорт, представляющий собой красивое архитектурно отделанное здание, приспособленное для обслуживания всех нужд пассажирского сообщения гражданского воздушного флота. В целом аэропорт представляет собой законченный комплекс.
В феврале 1955 г. — в Туле образовано авиазвено 2-й АЭ (Орёл) 170-го ОАО (Курск). (Приказ Московской АГ ГВФ от 1 февраля 1955 г.)
Новый аэропорт начал функционировать в апреле 1959 года (с совместным использованием взлётно-посадочной полосы существующего военного аэродрома), когда в Туле на аэродроме Клоково, в северной части города, вблизи деревни Клоково, была образована Тульская АЭ № 2 236-го Орловского ОАО Московской ОАГ СП и МВЛ ГВФ , имевшая самолёты Ан-2 и Як-12.
В августе того же года открылось воздушное сообщение по маршрутам Тула — Белёв, Тула — Суворов, Тула — Куркино и Тула — Каменский район. С 27 сентября открылись регулярные рейсы с аэродрома Мясново в Ефремов. Также выполнялись регулярные рейсы в ближайшие областные центры (Брянск, Калуга, Орёл, Москва, Рязань). Кроме того, производились авиационные работы и рейсы санитарной авиации. Имелись планы по созданию вертолётной площадки с использованием вертолётов Ка-18 и Ми-4 (реализовано не было).
В 1964 году на летний сезон был открыт рейс Москва — Тула — Донецк — Адлер (3 раза в неделю на самолёте Ан-24). Летом 1965 года рейс стал ежедневным.16 июня 1968 года открыт рейс Москва — Тула — Донецк — Гудаута.
15 марта 1968 года после длительного строительства было сдано в эксплуатацию здание аэровокзала (первоначально открытие планировалось 4 ноября 1967 года). Аэровокзал был построен по типовому проекту 1962 г. института «Аэропроект». Архитекторы С. Воробьев, В. Попова, инженер С. Алисова. Полной копией здания Тульского аэропорта являются здания аэропортов Брянск (старый аэропорт), Пермь-Большое Савино, Барнаул, Новокузнецк, Павлодар, Усть-Каменогорск.
На втором этаже аэровокзала размещался ресторан «Сокол», в котором вплоть до 1971 года по вечерам выступал биг-бэнд Анатолия Кролла, работавший при Тульской филармонии.
Образован Тульский ОАО Московского Управления СП и МВЛ ГА, а/п Тула (Клоково) 294-й ЛО. (самолёты Ан-2).
В 1969 году поступили первые Ан-24.
Тульским объединённым авиаотрядом (294 ЛО) с 1968 по 1993 год эксплуатировались самолёты:
Ан-2
- Ан-2П бортовой номер 01753
- Ан-2ТП с бортовыми номерами 09648 41336 41344 50512
- Ан-2ТР бортовой номер 02242
- Ан-2Р с бортовыми номерами 01626 02679 02700 05806 05808 19748 32238 32452 35589 32645 32675 35685 40715 40922 40996 56414 62553 70190 82827 84700 84708
- Ан-2М с бортовыми номерами 05917 05918 05969 05977

Ан-24
- Ан-24Б с бортовыми номерами:46303, 46329, 46347, 46587,
- Ан-24РВ с бортовыми номерами: 46502, 46600, 47252;

Ан-26
- Ан-26Б с бортовыми номерами: 26121, 26125.

В 1974 году Тульский аэропорт обслужил 120 тысяч пассажиров.
C 1 июня 1976 года на летний период открыты рейсы:
на самолётах Ан-24: Тула-Волгоград-Минеральные Воды; Тула-Донецк-Краснодар, Тула-Минск-Рига, Воронеж-Тула-Ленинград, Магнитогорск-Ульяновск-Тула-Рига.
на самолётах Ан-2: Тула-Новомосковск-Москва (Быково).
В июле 1977 года открыт рейс Тула — Жданов — Адлер (до июля 1977 года рейс выполнялся через Белгород-Ростов-на-Дону).
В 1985 году открыты рейсы:
- Р109/110 Новгород — Тула — Харьков — Краснодар, выполнялся Новгородским ОАО на самолёте Як-40 ежедневно в летний  период. С 1987 года по средам пятницам воскресеньям обратно по понедельникам четвергам субботам (вводился в летний период.) В 1989 году рейс был отменен.
- 1259/1260 Владимир - Тула  выполнялся Владимирским ОАО на самолёте Ан-2 по понедельникам средам воскресеньям. В 1989 году рейс был отменен.

В 1988 году открыт рейс рейс Ф757/758 Смоленск — Тула — Пенза — Саратов, выполнялся Смоленским ОАО на самолёте Л-410 ежедневно в летний период. В 1990 году рейс был отменен.
В 1990 году  Тульский аэропорт, как и все авиапредприятия Аэрофлота в то время, достиг пика авиаперевозок. География полетов была обширной и самолёты летали интенсивно.
Так с 01 января 1990 и по 31 декабря 1990 года из аэропорта Тула выполнялись следующие пассажирские рейсы:
| Аэропорт назначения                          | Тип самолёта | Номер рейса | Дни выполнения                             | Время вылета из Тулы | Время прибытия в аэропорт назначения | Номер рейса | Дни выполнения                             | Время вылета | Время прибытия в Тулу | Стоимость билета в рублях | Период выполнения рейса | Кем выполнялся рейс       | Примечание                                   |
| СОЮЗНЫЕ ЛИНИИ Пассажирские рейсы             |              |             |                                            |                      |                                      |             |                                            |              |                       |                           |                         |                           |                                              |
| АНАПА (через Донецк)                         | АН-24        | Ф-879       | с 1.06 по 30.09 1-3-5-7                    | 10.30                | 14.40                                | Ф-880       | с 1.06 по 30.09 1-3-5-7                    | 15.30        | 19.40                 | 26                        | Летний период           | Тульский 294ЛО УГАЦиА     |                                              |
| АСТРАХАНЬ (через Волгоград)                  | АН-24        | Ф-847       | с 2.07 по 31.08 --3-5--                    | 08.10                | 12.45                                | Ф-848       | с 2.07 по 31.08 --3-5--                    | 13.45        | 18.30                 | 28                        | Летний период           | Тульский 294ЛО УГАЦиА     |                                              |
| БЕЛЬЦЫ (через Киев)                          | АН-24        | Ф-883       | с 5.08 по 30.09 1-7                        | 09.20                | 13.30                                | Ф-884       | с 5.08 по 30.09 1-7                        | 14.30        | 18.40                 | 25                        | Летний период           | Тульский 294ЛО УГАЦиА     |                                              |
| БРЯНСК                                       | АН-2         | Ф-2061      | 2-4-6-7                                    | 10.00                | 11.30                                | Ф-2062      | 2-4-6-7                                    | 12.30        | 14.00                 | 10                        | Круглогодично           | Тульский 294ЛО УГАЦиА     |                                              |
| БРЯНСК                                       | АН-2         | Ф-1067      | 1-3-5                                      | 12.35                | 14.05                                | Ф-1068      | 1-3-5                                      | 09.30        | 11.00                 | 10                        | Круглогодично           | Брянский 189ЛО УГАЦиА     |                                              |
| ВОЛГОГРАД (через Воронеж)                    | АН-24        | Ф-859       | с 2.06 по 29.09 -2-4-6-                    | 11.30                | 14.55                                | Ф-860       | с 2.06 по 29.09 -2-4-6-                    | 15.50        | 19.30                 | 20                        | Летний период           | Тульский 294ЛО УГАЦиА     |                                              |
| ВОЛГОГРАД (через Воронеж)                    | АН-24        | Ф-859       | по 27.12 3-5                               | 09.55                | 13.35                                | Ф-860       | по 27.12 3-5                               | 14.40        | 18.15                 | 20                        | Осенне-зимний период    | Тульский 294ЛО УГАЦиА     |                                              |
| ВОЛГОГРАД                                    | АН-24        | Ф-847       | с 2.07 по 31.08 --3-5--                    | 08.10                | 10.25                                | Ф-848       | с 2.07 по 31.08 --3-5--                    | 16.15        | 18.30                 | 20                        | Летний период           | Тульский 294ЛО УГАЦиА     |                                              |
| ВОРОНЕЖ                                      | АН-24        | Ф-859       | с 2.06 по 29.09 -2-4-6-                    | 11.30                | 12.35                                | Ф-860       | с 2.06 по 29.09 -2-4-6-                    | 18.25        | 19.30                 | 12                        | Летний период           | Тульский 294ЛО УГАЦиА     |                                              |
| ВОРОНЕЖ                                      | АН-24        | Ф-859       | по 27.12 --3-5--                           | 09.55                | 11.00                                | Ф-860       | по 27.12 --3-5--                           | 17.10        | 18.15                 | 12                        | Осенне-зимний период    | Тульский 294ЛО УГАЦиА     |                                              |
| ВОРОНЕЖ (из Смоленска)                       | Л-410        | Ф-759       | ежедневно                                  | 10.40                | 12.00                                | Ф-760       | ежедневно                                  | 12.45        | 14.05                 | 12                        | Круглогодично           | Смоленский 287ЛО УГАЦиА   |                                              |
| ДНЕПРОПЕТРОВСК                               | АН-24        | Ф-845       | с 14.06 по 13.09 -2-4-                     | 09.05                | 11.10                                | Ф-846       | с 14.06 по 13.09 -2-4-                     | 16.20        | 18.30                 | 19                        | Летний период           | Тульский 294ЛО УГАЦиА     |                                              |
| ДОНЕЦК                                       | АН-24        | Ф-879       | по 30.09 1-3-5-7                           | 10.30                | 12.40                                | Ф-880       | по 30.09 1-3-5-7                           | 17.30        | 19.40                 | 20                        | Летний период           | Тульский 294ЛО УГАЦиА     |                                              |
| ИЖЕВСК                                       | АН-24        | Ф-871       | по 29.12 -2-4-6-                           | 11.00                | 15.10                                | Ф-872       | по 29.12 --3-5-7                           | 11.10        | 15.20                 | 27                        | Осенне-зимний период    | Тульский 294ЛО УГАЦиА     | До 01.01.1989 имел нумерацию рейса 2631/2632 |
| ИЖЕВСК                                       | АН-24        | Ф-871       | по 29.09 -2-4-6-                           | 08.25                | 12.30                                | Ф-872       | по 30.06 --3-5-7                           | 04.55        | 09.05                 | 27                        | Летний период           | Тульский 294ЛО УГАЦиА     | До 01.01.1989 имел нумерацию рейса 2631/2632 |
| ИЖЕВСК                                       | АН-24        | Ф-871       | по 29.09 -2-4-6-                           | 08.25                | 12.30                                | Ф-872       | с 2.07 по 29.09 --3-5-7                    | 06.40        | 10.45                 | 27                        | Летний период           | Тульский 294ЛО УГАЦиА     | До 01.01.1989 имел нумерацию рейса 2631/2632 |
| КАЗАНЬ                                       | АН-24        | Ф-871       | по 29.12 -2-4-6-                           | 11.00                | 13.15                                | Ф-872       | по 29.12 --3-5-7                           | 13.05        | 15.20                 | 21                        | Осенне-зимний период    | Тульский 294ЛО УГАЦиА     | До 01.01.1989 имел нумерацию рейса 2631/2632 |
| КАЗАНЬ                                       | АН-24        | Ф-871       | по 29.09 -2-4-6-                           | 08.25                | 10.40                                | Ф-872       | по 30.06 --3-5-7                           | 06.50        | 09.05                 | 21                        | Летний период           | Тульский 294ЛО УГАЦиА     | До 01.01.1989 имел нумерацию рейса 2631/2632 |
| КАЗАНЬ                                       | АН-24        | Ф-871       | по 29.09 -2-4-6-                           | 08.25                | 10.40                                | Ф-872       | с 2.07 по 29.09 --3-5-7                    | 08.20        | 10.45                 | 21                        | Летний период           | Тульский 294ЛО УГАЦиА     | До 01.01.1989 имел нумерацию рейса 2631/2632 |
| КАЗАНЬ                                       | АН-24        | Ф-873       | по 31.12 1-3-5-7                           | 11.00                | 13.15                                | Ф-874       | по 31.12 1-2-4-6-                          | 13.05        | 15.20                 | 21                        | Осенне-зимний период    | Тульский 294ЛО УГАЦиА     | До 01.01.1989 имел нумерацию рейса 2633/2634 |
| КАЗАНЬ                                       | АН-24        | Ф-873       | по 30.09 1-3-5-7                           | 08.25                | 10.40                                | Ф-874       | по 30.06 1-2-4-6-                          | 06.50        | 09.05                 | 21                        | Летний период           | Тульский 294ЛО УГАЦиА     | До 01.01.1989 имел нумерацию рейса 2633/2634 |
| КАЗАНЬ                                       | АН-24        | Ф-873       | по 30.09 1-3-5-7                           | 08.25                | 10.40                                | Ф-874       | с 2.07 по 29.09 1-2-4-6-                   | 08.20        | 10.45                 | 21                        | Летний период           | Тульский 294ЛО УГАЦиА     | До 01.01.1989 имел нумерацию рейса 2633/2634 |
| КИЕВ (Жуляны)                                | АН-24        | Ф-855       | по 31.12 1-3-5-7                           | 08.50                | 10.50                                | Ф-856       | по 31.12 1-3-5-7                           | 16.20        | 18.20                 | 18                        | Осенне-зимний период    | Тульский 294ЛО УГАЦиА     |                                              |
| КИЕВ (Жуляны)                                | АН-24        | Ф-855       | по 30.09 ежедневно                         | 08.50                | 10.50                                | Ф-856       | по 30.09 ежедневно                         | 16.20        | 18.20                 | 18                        | Летний период           | Тульский 294ЛО УГАЦиА     |                                              |
| КИЕВ (Жуляны)                                | АН-24        | Ф-857       | -2-4-6-                                    | 09.20                | 11.20                                | Ф-858       | -2-4-6-                                    | 16.50        | 18.50                 | 18                        | Круглогодично           | Тульский 294ЛО УГАЦиА     |                                              |
| КИЕВ (Жуляны)                                | АН-24        | Ф-849       | с 1.07 по 30.07 1-7                        | 13.50                | 15.55                                | Ф-850       | с 1.07 по 30.07 1-7                        | 16.50        | 18.50                 | 18                        | Летний период           | Тульский 294ЛО УГАЦиА     |                                              |
| КИЕВ (Жуляны)                                | АН-24        | Ф-883       | с 5.08 по 30.09 1--7                       | 09.20                | 11.20                                | Ф-884       | с 5.08 по 30.09 1--7                       | 16.40        | 18.40                 | 18                        | Летний период           | Тульский 294ЛО УГАЦиА     |                                              |
| КИШИНЁВ (через Киев)                         | АН-24        | Ф-857       | -2-4-6-                                    | 09.20                | 13.30                                | Ф-858       | -2-4-6-                                    | 14.40        | 18.50                 | 24                        | Круглогодично           | Тульский 294ЛО УГАЦиА     |                                              |
| КУЙБЫШЕВ                                     | АН-24        | Ф-875       | по 30.12 -2-4--7                           | 10.00                | 12.15                                | Ф-876       | по 30.12 1-3-5--                           | 09.25        | 11.40                 | 21                        | Осенне-зимний период    | Тульский 294ЛО УГАЦиА     | До 01.01.1989 имел нумерацию рейса 2635/2636 |
| КУЙБЫШЕВ                                     | АН-24        | Ф-875       | с 3.06 по 30.09 1-3-5--                    | 10.00                | 12.15                                | Ф-876       | с 3.06 по 30.09 1-3-5--                    | 19.25        | 21.45                 | 21                        | Летний период           | Тульский 294ЛО УГАЦиА     | До 01.01.1989 имел нумерацию рейса 2635/2636 |
| ЛЕНИНГРАД (Ржевка)                           | АН-24        | Ф-843       | по 29.12 -2---6-                           | 09.40                | 12.05                                | Ф-844       | по 29.12 -2---6-                           | 13.20        | 15.45                 | 21                        | Круглогодично           | Тульский 294ЛО УГАЦиА     |                                              |
| МАРИУПОЛЬ                                    | АН-24        | Ф-851       | по 28.09 1-3-5--                           | 09.00                | 11.35                                | Ф-852       | по 28.09 1-3-5--                           | 17.10        | 19.45                 | 21                        | Летний период           | Тульский 294ЛО УГАЦиА     |                                              |
| МИНСК (из Ульяновска)                        | ЯК-40        | П-137       | по 31.12 1-3-5-7                           | 12.05                | 14.15                                | П-138       | по 31.12 1-3-5-7                           | 15.25        | 17.35                 | 21                        | Осенне-зимний период    | Ульяновский 324ЛО ПривУГА |                                              |
| МИНСК (из Ульяновска)                        | ЯК-40        | П-137       | по 5.09 12-4567 с 6.09 1-3-5-7             | 12.05                | 14.15                                | П-138       | по 5.09 12-4567 с 6.09 1-3-5-7             | 15.25        | 17.35                 | 21                        | Летний период           | Ульяновский 324ЛО ПривУГА |                                              |
| МИНСК (из Тамбова)                           | АН-24        | Ф-807       | по 31.08 1-3-5-7 с 3.09 1-3-5--            | 10.45                | 13.10                                | Ф-808       | по 31.08 1-3-5-7 с 3.09 1-3-5--            | 14.10        | 16.35                 | 21                        | Круглогодично           | Тамбовский 169ЛО УГАЦиА   |                                              |
| НАБЕРЕЖНЫЕ ЧЕЛНЫ                             | АН-24        | Ф-873       | по 30.12 1-3-5-7                           | 11.00                | 14.50                                | Ф-874       | по 30.12 1-2-4-6                           | 11.30        | 15.20                 | 25                        | Осенне-зимний период    | Тульский 294ЛО УГАЦиА     | До 01.01.1989 имел нумерацию рейса 2633/2634 |
| НАБЕРЕЖНЫЕ ЧЕЛНЫ                             | АН-24        | Ф-873       | по 30.09 1-3-5-7                           | 08.25                | 12.15                                | Ф-874       | по 30.06 1-2-4-6-                          | 05.15        | 09.05                 | 25                        | Летний период           | Тульский 294ЛО УГАЦиА     | До 01.01.1989 имел нумерацию рейса 2633/2634 |
| НАБЕРЕЖНЫЕ ЧЕЛНЫ                             | АН-24        | Ф-873       | по 30.09 1-3-5-7                           | 08.25                | 12.15                                | Ф-874       | с 2.07 по 29.09 1-2-4-6-                   | 06.55        | 10.45                 | 25                        | Летний период           | Тульский 294ЛО УГАЦиА     | До 01.01.1989 имел нумерацию рейса 2633/2634 |
| ОДЕССА (через Киев)                          | АН-24        | Ф-855       | по 31.12 1-3-5-7                           | 08.50                | 13.05                                | Ф-856       | по 31.12 1-3-5-7                           | 14.00        | 18.20                 | 26                        | Осенне-зимний период    | Тульский 294ЛО УГАЦиА     |                                              |
| ОДЕССА (через Киев)                          | АН-24        | Ф-855       | по 30.09 ежедневно                         | 08.50                | 13.05                                | Ф-856       | по 30.09 ежедневно                         | 14.00        | 18.20                 | 26                        | Летний период           | Тульский 294ЛО УГАЦиА     |                                              |
| ПЕНЗА                                        | Л-410        | Ф-763       | ежедневно                                  | 10.10                | 11.50                                | Ф-764       | ежедневно                                  | 15.10        | 16.50                 | 15                        | Круглогодично           | Смоленский 287ЛО УГАЦиА   |                                              |
| РИГА (из Саратова)                           | АН-24        | Л-128       | по 14.11 12-4-6- с 15.11 по 31.12 -2-4-6-  | 18.10                | 20.50                                | Л-127       | по 14.11 12-4-6- с 15.11 по 31.12 -2-4-6-  | 09.00        | 11.40                 | 26                        | Осенне-зимний период    | Рижский 106ЛО ЛатУГА      | До 01.01.1989 имел нумерацию рейса 8291/8292 |
| РИГА (из Саратова)                           | АН-24        | Л-128       | по 31.08 ежедневно с 1.09 по 14.11 12-4-6- | 18.10                | 20.50                                | Л-127       | по 31.08 ежедневно с 1.09 по 14.11 12-4-6- | 09.00        | 11.40                 | 26                        | Летний период           | Рижский 106ЛО ЛатУГА      | До 01.01.1989 имел нумерацию рейса 8291/8292 |
| САРАТОВ (из Риги)                            | АН-24        | Л-127       | по 14.11 12-4-6- с 15.11 по 31.12 -2-4-6-  | 12.25                | 14.25                                | Л-128       | по 14.11 12-4-6- с 15.11 по 31.12 -2-4-6-  | 15.25        | 17.25                 | 19                        | Осенне-зимний период    | Рижский 106ЛО ЛатУГА      | До 01.01.1989 имел нумерацию рейса 8291/8292 |
| САРАТОВ (из Риги)                            | АН-24        | Л-127       | по 31.08 ежедневно с 1.09 по 14.11 12-4-6- | 12.25                | 14.25                                | Л-128       | по 31.08 ежедневно с 1.09 по 14.11 12-4-6- | 15.25        | 17.25                 | 19                        | Летний период           | Рижский 106ЛО ЛатУГА      | До 01.01.1989 имел нумерацию рейса 8291/8292 |
| САРАТОВ (из Смоленска; через Пензу)          | Л-410        | Ф-763       | ежедневно                                  | 10.10                | 13.15                                | Ф-764       | ежедневно                                  | 13.55        | 16.50                 | 19                        | Круглогодично           | Смоленский 287ЛО УГАЦиА   |                                              |
| СИМФЕРОПОЛЬ (через Днепропетровск)           | АН-24        | Ф-845       | с 14.06 по 13.09 -2-4---                   | 09.05                | 13.20                                | Ф-846       | с 14.06 по 13.09 -2-4---                   | 16.25        | 18.30                 | 26                        | Летний период           | Тульский 294ЛО УГАЦиА     |                                              |
| СВЕРДЛОВСК (через Казань - Ижевск)           | АН-24        | Ф-871       | по 29.12 -2-4-6-                           | 11.00                | 17.20                                | Ф-872       | по 29.12 --3-5-7                           | 09.00        | 15.20                 | 35                        | Осенне-зимний период    | Тульский 294ЛО УГАЦиА     | До 01.01.1989 имел нумерацию рейса 2631/2632 |
| СВЕРДЛОВСК (через Казань - Ижевск)           | АН-24        | Ф-871       | по 29.09 -2-4-6-                           | 08.25                | 14.45                                | Ф-872       | по 30.06 --3-5-7                           | 02.45        | 09.05                 | 35                        | Летний период           | Тульский 294ЛО УГАЦиА     | До 01.01.1989 имел нумерацию рейса 2631/2632 |
| СВЕРДЛОВСК (через Казань - Ижевск)           | АН-24        | Ф-871       | по 29.09 -2-4-6-                           | 08.25                | 14.45                                | Ф-872       | с 2.07 по 29.09 --3-5-7                    | 04.25        | 10.45                 | 35                        | Летний период           | Тульский 294ЛО УГАЦиА     | До 01.01.1989 имел нумерацию рейса 2631/2632 |
| СВЕРДЛОВСК (через Казань - Набережные Челны) | АН-24        | Ф-873       | по 30.12 1-3-5-7                           | 11.00                | 17.10                                | Ф-874       | по 31.12 12-4-6-                           | 09.00        | 15.20                 | 35                        | Осенне-зимний период    | Тульский 294ЛО УГАЦиА     | До 01.01.1989 имел нумерацию рейса 2633/2634 |
| СВЕРДЛОВСК (через Казань - Набережные Челны) | АН-24        | Ф-873       | по 30.09 1-3-5-7                           | 08.25                | 14.35                                | Ф-874       | по 30.06 1-2-4-6-                          | 02.45        | 09.05                 | 35                        | Летний период           | Тульский 294ЛО УГАЦиА     | До 01.01.1989 имел нумерацию рейса 2633/2634 |
| СВЕРДЛОВСК (через Казань - Набережные Челны) | АН-24        | Ф-873       | по 30.09 1-3-5-7                           | 08.25                | 12.35                                | Ф-874       | с 2.07 по 29.09 1-2-4-6-                   | 04.25        | 10.45                 | 35                        | Летний период           | Тульский 294ЛО УГАЦиА     | До 01.01.1989 имел нумерацию рейса 2633/2634 |
| СМОЛЕНСК (из Саратова)                       | Л-410        | Ф-764       | ежедневно                                  | 17.35                | 18.50                                | Ф-765       | ежедневно                                  | 08.05        | 09.25                 | 14                        | Круглогодично           | Смоленский 287ЛО УГАЦиА   |                                              |
| СМОЛЕНСК (из Воронежа)                       | Л-410        | Ф-760       | ежедневно                                  | 14.45                | 15.55                                | Ф-760       | ежедневно                                  | 08.45        | 10.00                 | 14                        | Круглогодично           | Смоленский 287ЛО УГАЦиА   |                                              |
| СОЧИ (через Мариуполь)                       | АН-24        | Ф-851       | по 28.09 1-3-5--                           | 09.00                | 13.50                                | Ф-852       | по 28.09 1-3-5--                           | 14.50        | 19.45                 | 31                        | Летний период           | Тульский 294ЛО УГАЦиА     |                                              |
| ТАМБОВ (из Минска)                           | АН-24        | Ф-808       | по 31.08 1-3-5-7 с 3.09 1-3-5--            | 17.20                | 18.40                                | Ф-807       | по 31.08 1-3-5-7 с 3.09 1-3-5--            | 08.45        | 10.05                 | 14                        | Круглогодично           | Тамбовский 169ЛО УГАЦиА   |                                              |
| УЛЬЯНОВСК (из Минска)                        | ЯК-40        | П-138       | по 31.12 1-3-5-7                           | 18.30                | 20.30                                | П-137       | по 31.12 1-3-5-7                           | 09.20        | 11.20                 | 19                        | Осенне-зимний период    | Ульяновский 324ЛО ПривУГА |                                              |
| УЛЬЯНОВСК (из Минска)                        | ЯК-40        | П-138       | по 5.09 12-4567 с 6.09 1-3-5-7             | 18.30                | 20.30                                | П-137       | по 5.09 12-4567 с 6.09 1-3-5-7             | 09.20        | 11.20                 | 19                        | Летний период           | Ульяновский 324ЛО ПривУГА |                                              |
| ЧЕЛЯБИНСК (через Куйбышев)                   | АН-24        | Ф-875       | по 30.12 -2-4--7                           | 10.00                | 15.10                                | Ф-876       | по 30.12 1-3-5--                           | 06.30        | 11.40                 | 34                        | Осенне-зимний период    | Тульский 294ЛО УГАЦиА     | До 01.01.1989 имел нумерацию рейса 2635/2636 |
| ЧЕЛЯБИНСК (через Куйбышев)                   | АН-24        | Ф-875       | с 3.06 по 30.09 1-3-5--                    | 10.00                | 15.10                                | Ф-876       | с 3.06 по 30.09 1-3-5--                    | 16.35        | 21.45                 | 34                        | Летний период           | Тульский 294ЛО УГАЦиА     | До 01.01.1989 имел нумерацию рейса 2635/2636 |
| СОЮЗНЫЕ ЛИНИИ Грузовые рейсы                 |              |             |                                            |                      |                                      |             |                                            |              |                       |                           |                         |                           |                                              |
| КУРСК                                        | АН-2         | Ф-1647      | по 31.12 1-3                               | 11.30                | 13.30                                | Ф-1648      | по 31.12 1-3                               | 14.30        | 16.30                 |                           | Круглогодично           | Курский 170ЛО УГАЦиА      |                                              |
| МИНСК                                        | АН-26        | Б-992       | по 31.12 -3-                               | 12.35                | 14.45                                | Б-991       | по 31.12 -3-                               | 17.45        | 20.00                 |                           | Круглогодично           | Минский 353ЛО БелУГА      |                                              |
| Местные линии Пассажирские рейсы             |              |             |                                            |                      |                                      |             |                                            |              |                       |                           |                         |                           |                                              |
| Большие ГОЛУБОЧКИ                            | АН-2         | Ф-2091      | по 31.12 1-3-6                             | 09.00                | 09.40                                | Ф-2092      | по 31.12 1-3-6                             | 09.55        | 10.35                 | 5                         | Круглогодично           | Тульский 294ЛО УГАЦиА     |                                              |
| КУРКИНО                                      | АН-2         | Ф-2063      | по 31.12 1-3-6                             | 13.00                | 13.40                                | Ф-2064      | по 31.12 1-3-6                             | 13.55        | 14.35                 | 5                         | Круглогодично           | Тульский 294ЛО УГАЦиА     |                                              |

В 1991 году  открыты рейсы 
- рейс Р45/Р46 Ленинград(Ржевка) — Тула — Северодонецк, выполнялся Псковским ОАО на самолетах Ан-24 2 раза в неделю, по понедельникам и пятницам.
- рейс М547/М548 Ставрополь — Воронеж — Тула — Ленинград(Ржевка), выполнялся Ставропольским ОАО на самолетах Ан-24 4 раза в неделю по понедельникам средам пятницам и воскресеньям в летний период; (только в 1991 году).
- рейс Ф877/878 Тула-Саратов-Оренбург на самолетах Ан-24 2 раза в неделю по средам и воскресеньям.

С распадом СССР для аэропорта настали трудные времена. География полётов была значительно сокращена . Многие рейсы были отменены из-за «нерентабельности».
С 1 января 1992 года расписание было уже таким:
| Аэропорт назначения                           | Тип самолёта | Номер рейса | Дни выполнения          | Время вылета из Тулы | Время прибытия в аэропорт назначения | Номер рейса | Дни выполнения          | Время вылета | Время прибытия в Тулу | Стоимость билета в рублях |
| ВОЛГОГРАД (через Воронеж)                     | АН-24        | Ф-859       | с 2.01 по 28.05 2-4     | 10.00                | 13.40                                | Ф-860       | с 2.01 по 28.05 2-4     | 14.55        | 18.30                 | 48                        |
| ВОРОНЕЖ                                       | АН-24        | Ф-859       | с 2.01 по 28.05 2-4     | 10.00                | 11.05                                | Ф-860       | с 2.01 по 28.05 2-4     | 17.25        | 18.30                 | 33                        |
| ЕКАТЕРИНБУРГ (через Казань - Ижевск)          | АН-24        | Ф-871       | по 31.12 -2-4-6-        | 08.15                | 14.25                                | Ф-872       | по 31.12 -2-4-6-        | 16.20        | 22.30                 | 64                        |
| ЕКАТЕРИНБУРГ(через Казань - Набережные Челны) | АН-24        | Ф-873       | по 30.12 1-3-5-7        | 08.15                | 14.30                                | Ф-874       | по 30.12 1-3-5-7        | 16.15        | 22.30                 | 64                        |
| ИЖЕВСК                                        | АН-24        | Ф-871       | по 31.12 -2-4-6-        | 08.15                | 12.25                                | Ф-872       | по 31.12 -2-4-6-        | 18.20        | 22.30                 | 55                        |
| КАЗАНЬ                                        | АН-24        | Ф-871       | по 31.12 -2-4-6-        | 08.15                | 10.30                                | Ф-872       | по 31.12 -2-4-6-        | 20.15        | 22.30                 | 49                        |
| КАЗАНЬ                                        | АН-24        | Ф-873       | по 30.12 1-3-5-7        | 08.15                | 10.30                                | Ф-874       | по 30.12 1-3-5-7        | 20.15        | 22.30                 | 49                        |
| КИЕВ (Жуляны)                                 | АН-24        | Ф-855       | по 31.12 ежедневно      | 09.35                | 11.35                                | Ф-856       | по 31.12 ежедневно      | 17.05        | 19.05                 | 43                        |
| КИЕВ (Жуляны)                                 | АН-24        | Ф-857       | -с 2.01 по 16.05 2-4-6- | 09.05                | 11.20                                | Ф-858       | -с 2.01 по 16.05 2-4-6- | 16.35        | 18.35                 | 43                        |
| КИШИНЁВ (через Киев)                          | АН-24        | Ф-857       | с 2.01 по 16.05 2-4-6-  | 09.05                | 13.25                                | Ф-858       | -с 2.01 по 16.05 2-4-6- | 14.15        | 18.35                 | 55                        |
| МИНСК (из Тамбова)                            | АН-24        | Ф-807       | с 2.01 по 29.05 1-3-5-  | 10.45                | 13.10                                | Ф-808       | с 2.01 по 29.05 1-3-5-  | 14.10        | 16.35                 | 45                        |
| НАБЕРЕЖНЫЕ ЧЕЛНЫ                              | АН-24        | Ф-873       | по 30.12 1-3-5-7        | 08.25                | 12.15                                | Ф-874       | по 30.12 1-3-5-7        | 06.55        | 10.45                 | 53                        |
| ОДЕССА (через Киев)                           | АН-24        | Ф-855       | по 31.12 ежедневно      | 09.35                | 13.50                                | Ф-856       | по 30.09 ежедневно      | 14.50        | 19.05                 | 55                        |
| ОРЕНБУРГ (через Саратов)                      | АН-24        | Ф-877       | с 08.01 по 27.05 -3-    | 09.15                | 14.05                                | Ф-878       | с 08.01 по 27.05 -3-    | 15.25        | 20.00                 | 58                        |
| САМАРА                                        | АН-24        | Ф-875       | с 03.01 по 29.05 1-3-5  | 09.00                | 11.15                                | Ф-876       | с 03.01 по 29.05 1-3-5  | 18.45        | 21.00                 | 48                        |
| САНКТ-ПЕТЕРБУРГ (Из Северодонецка) (Пулково)  | АН-24        | Р-46        | с 03.01 по 29.05 -1-5-  | 17.15                | 19.40                                | Р-45        | с 03.01 по 29.05 -1-5-  | 08.00        | 10.25                 | 47                        |
| САРАТОВ                                       | АН-24        | Ф-877       | с 08.01 по 27.05 -3-    | 09.15                | 11.20                                | Ф-878       | с 08.01 по 27.05 -3-    | 18.00        | 20.00                 | 43                        |
| СЕВЕРОДОНЕЦК (из Санкт-Петербурга)            | АН-24        | Р-45        | с 03.01 по 29.05 -1-5-  | 11.10                | 13.25                                | Р-46        | с 03.01 по 29.05 -1-5-  | 14.15        | 16.30                 | 45                        |
| ТАМБОВ (из Минска)                            | АН-24        | Ф-808       | с 2.01 по 29.05 1-3-5-  | 17.20                | 18.40                                | Ф-807       | с 2.01 по 29.05 1-3-5-  | 08.45        | 10.05                 | 33                        |
| ЧЕЛЯБИНСК (через Самару)                      | АН-24        | Ф-875       | с 03.01 по 29.05 1-3-5  | 09.00                | 14.10                                | Ф-876       | с 03.01 по 29.05 1-3-5  | 15.55        | 21.00                 | 65                        |

Стоимость авиабилетов в расписании указана на конец 1991 года, когда оно было опубликовано в газетах "Тульская Панорама" и "Коммунар". Фактически же цены на авиаперевозки подскочили в "разы". К примеру в конце 1991 года в Саратов можно было улететь за 43 рубля, а вот в начале 1992 года цена на билет была 128 руб.
Из расписания "исчезли" рейсы в Брянск, Ригу, Смоленск, Пензу, Ульяновск. Прекратили летать в аэропорт Тулы самолёты Л-410 и ЯК-40. 
На 1993 год расписание выглядело следующим образом:
| Аэропорт назначения                            | Тип самолёта | Номер рейса | Дни выполнения | Время вылета из Тулы | Время прибытия в аэропорт назначения | Номер рейса | Дни выполнения | Время вылета | Время прибытия в Тулу |
| АНАПА                                          | АН-24        | ЛТ-879      | по 28.09 2-5   | 10.00                | 13.15                                | ЛТ-880      | по 28.09 2-5   | 15.10        | 18.25                 |
| ЕКАТЕРИНБУРГ (через - Набережные Челны,Ижевск) | АН-24        | ЛТ-871      | 2-4            | 08.15                | 15.30                                | ЛТ-872      | 2-4            | 16.35        | 21.50                 |
| ИЖЕВСК                                         | АН-24        | ЛТ-871      | 2-4            | 08.15                | 13.25                                | ЛТ-872      | 2-4            | 18.40        | 21.50                 |
| НИЖНЕВАРТОВСК                                  | АН-24        | ЛТ-883      | 2-6            | 09.15                | 19.20                                | ЛТ-884      | 3-7            | 03.55        | 14.00                 |
| ПЕРМЬ                                          | АН-24        | ЛТ-883      | 2-6            | 09.15                | 14.55                                | ЛТ-884      | 3-7            | 08.20        | 14.00                 |
| НАБЕРЕЖНЫЕ ЧЕЛНЫ                               | АН-24        | ЛТ-871      | 2-4            | 08.15                | 11.00                                | ЛТ-872      | 2-4            | 19.05        | 21.50                 |
| РОСТОВ                                         | АН-24        | ЛТ-853      | по 20.09 1-6   | 08.35                | 11.05                                | ЛТ-854      | по 20.09 1-6   | 16.35        | 19.05                 |
| САМАРА                                         | АН-24        | ЛТ-875      | 1-5            | 08.15                | 10.30                                | ЛТ-876      | 1-5            | 17.35        | 19.50                 |
| СОЧИ (через Ростов)                            | АН-24        | ЛТ-853      | по 20.09 1-6   | 08.35                | 13.20                                | ЛТ-854      | по 20.09 1-6   | 14.20        | 19.05                 |
| ЧЕЛЯБИНСК (через Самару)                       | АН-24        | ЛТ-875      | 1-5            | 08.15                | 13.25                                | ЛТ-876      | 1-5            | 14.40        | 19.50                 |

Так началась постепенная «деградация» авиаотряда. Регулярные гражданские авиарейсы прекратились 25 мая 1994 года. Менее чем через год, 26 апреля 1995 года аэропорт «Клоково» в Туле закрылся в первый раз. Второй раз его закрытие было 1 мая 1996 года, судя по висящему на его входе объявлению, «временным». На самом же деле это означало то, что тульское авиапредприятие оказалось в тяжёлом состоянии и терпело огромные убытки. Тем не менее, последние попытки спасти «Клоково» и тульскую региональную гражданскую авиацию были предприняты в 1997 году, и, к сожалению, безуспешно; на эту тему в местной версии газеты «Московский комсомолец» была опубликована статья «Первым делом похороним самолёты. Ну а лётчиков…», в которой утверждалось, что «Клоково» и его работники фактически были брошены на произвол судьбы, и тульская областная администрация о них попросту забыла; следовательно, уже в 1998 году окончательно прекратили своё существование все аэропорты Тульской области (в Арсеньево, Белёве, Ефремове, Каменке, Куркино, Новомосковске, Суворове и Туле.) Окончательно отряд «обездвижился» к концу 1990-х. В 1995 году из 9 самолётов авиаотряда Ан-24РВ — 46502, 47252, Ан-24Б-46587 и 2 Ан-26Б — 26121, 26125 были проданы, а оставшиеся разбитый Ан-24РВ 46600, и Ан-24Б 46303, 46329, 46347, были разобраны на запчасти, списаны и окончательно утилизированы в 2001 году. В том же году аэропорт был исключен из Реестра аэродромов.
В 2010 году администрацией Тульской области рассматривался вопрос возобновления деятельности аэропорта «Клоково». В 2013 году губернатором Тульской области В. С. Груздевым с заместителем министра обороны Русланом Цаликовым обсуждался вопрос передачи авиационной инфраструктуры аэродрома в муниципальную собственность.
Весной 2011 года в «Клоково» с аэродрома «Мясново» (западная окраина Тулы) была передислоцирована 110-я отдельная военно-транспортная авиационная эскадрилья (войсковая часть 25520, самолёты Ан-2; впоследствии стала 3-й авиационной эскадрильей 566-го отдельного военно-транспортного авиационного полка), располагающаяся здесь и в настоящее время.
В ноябре 2014 года губернатор Груздев заявил, что в связи со строительством ЦКАД, которая, по его мнению, якобы позволит добраться на автотранспорте из Тулы до Внуково или Домодедово за 50 минут, возобновление работы аэропорта Клоково не актуально.

## Авиационные происшествия с самолётами Тульского авиаотряда
- 28 апреля 1975 года произошла авиакатастрофа самолёта Ан-2 СССР-50512 294 летного отряда УГАЦиА. Самолёт выполнял полет по маршруту Тула — Новомосковск — Быково. Взлет в а/п Тула произведен без загрузки в 08:25.В 08:30, набрав высоту 150—200 м, экипаж доложил пролет траверза Новотульского и расчетное время прибытия в а/п Новомосковск в 08:40, а в 08:32 связался с Новомосковском и, получив условия посадки, больше на связь не выходил и в Новомосковск не прибыл. В 09:40 самолет обнаружен с воздуха сгоревшим на поле у деревни Огаревка Узловского района Тульской области на удалении 13,5 км от а/п Новомосковск[22].
- 3 августа 1976 г., потерпел аварию самолёт Ан-2 СССР-70190 294 летного отряда УГАЦиА. при выполнении АХР в совхозе «Орлик», Чернского района Тульской области. Самовольный вылет второго пилота с авиатехником и посторонними лицами на борту, авиахулиганство на малой высоте[23]
- 6 мая 1984 потерпел аварию самолёт Ан-2М СССР-05918 294 летного отряда УГАЦиА. при выполнении АХР в районе деревни Старое Жуково, Плавского района Тульской области. В процессе взлета, после балансировки самолета, вследствие ухода триммера руля высоты в верхнее крайнее положение, возникли значительные усилия на штурвале. В создавшейся ситуации пилот принял решение на производство вынужденной посадки, для чего выполнил отворот от находящегося впереди лесного массива вправо на 60° в направлении площадей, пригодных для посадки. В дальнейшем, за счет увеличения поступательной скорости, усилия на штурвале достигли значительной величины для парирования при пилотировании одним пилотом, что не позволило вывести самолет из пикирования. Самолет с углом наклона траектории полета 29° столкнулся с землей, разрушился и сгорел[24].
- Ориентировочно в 1994 году (точных данных нет) самолёт Ан24РВ RA-46600 совершил жёсткую посадку в аэропорту Клоково. При приземлении на ВПП произошло разрушение правого внешнего пневматика, самолёт выкатился с ВПП на грунт, — в результате произошел подлом носовой опоры шасси и разрушился винт правого двигателя. Самолёт не восстанавливался, в дальнейшем использовался в качестве «донора» для запасных частей. Приблизительно в 2001 году был окончательно утилизирован.
- 17 июня 1997 года произошла авиакатастрофа самолёта Ан-2 RA-84700 Тульского авиапредприятия, выполнявшего перегоночный рейс на ремонт в АРЗ по маршруту Тула—Шахты. После взлета экипажем был отмечен рост температуры масла двигателя и падение его давления. КВС сообщил о принятом решении вернуться на аэродром вылета. В процессе разворота произошел полный отказа двигателя. Самолёт, планируя с отказавшим двигателем, зацепив линии электропередач колесами шасси, окончательно потерял скорость и столкнулся с землей в районе н. п. Никитино, Ленинского района Тульской области[7].

## Дальнейшая судьба самолётов Тульского авиаотряда
На сегодняшний[какой?] день из тульских самолётов летают:
- Ан-2ТП 41336 местонахождение в ВВС Литвы
- Ан-2ТР 02242 во владении частного лица
- Ан-2Р 32645 во владении частного лица.
- Ан-2Р 32675 во владении частного лица.
- Ан-2Р 40922 во владении АО КЭМЗ-АВИА.
- Ан-26Б 26121 конвертированный в пассажирский вариант (Ан26Б-100) в авиакомпании КрасАвиа.
- Ан-24РВ 46502 (ЕХ-008) принадлежит авиакомпании Авиа Трафик. Списан 20.12.2013 года. Судьба самолёта и местонахождение неизвестно.
- Ан-24РВ 47252 (ЕХ-252) принадлежит авиакомпании Авиа Трафик. Списан 20.12.2013 года. Судьба самолёта и местонахождение неизвестно.
- Ан-24Б 46587 (UR-CAO) принадлежит авиакомпании Аэромост Харьков. Списан 01.10.2008 года. Находится на хранении в аэропорту Киев (Жуляны).

## Транспортное сообщение с районами города
В 1974 году на площади перед аэровокзалом было построено троллейбусное кольцо, позволившее связать аэропорт троллейбусными маршрутами:
- № 4А Станция Южная — Аэровокзал
- № 6 Московский вокзал — Аэровокзал

## Современное состояние
Ныне в здании аэровокзала размещается строительный супермаркет «Пенаты» (Октябрьская ул., 304). На перроне, рулежной дорожке и в здании бывшего местного диспетчерского пункта управления воздушным движением расположен Тульский авиационный центр малой авиации — авиационная посадочная площадка «Тула».
На аэродроме «Клоково» базируется и выполняет полёты на самолётах Ан-2 110-я отдельная военно-транспортная авиационная эскадрилья.
По состоянию на весну 2025 года на небе Тулы и Тульской области редко можно увидеть летающие самолёты и вертолёты.